# .bg
.bg為保加利亞國家及地區頂級域（ccTLD）的域名，2010年保加利亞曾提出.бг的域名修改請求，但因與巴西域名.br過於相似而遭駁回，2014年ICANN改變其態度，認為.бг不會與ISO 3166-1代碼衝突，最終通過將.бг加入根伺服器。。